# 6238 Septimaclark
6238 Septimaclark è un asteroide della fascia principale. Scoperto nel 1989, presenta un'orbita caratterizzata da un semiasse maggiore pari a 2,5630167 au e da un'eccentricità di 0,1574792, inclinata di 8,35230° rispetto all'eclittica.